# Ecuador i olympiska sommarspelen 2004
Ecuador i olympiska sommarspelen 2004 bestod av 17 idrottare som blivit uttagna av Ecuadors olympiska kommitté.

## Boxning
| Idrottare       | Gren          | Sextondelsfinaler    | Åttondelsfinaler     | Kvartsfinaler        | Semifinaler          | Final                | Final            |
| Idrottare       | Gren          | Motståndare Resultat | Motståndare Resultat | Motståndare Resultat | Motståndare Resultat | Motståndare Resultat | Placering        |
| --------------- | ------------- | -------------------- | -------------------- | -------------------- | -------------------- | -------------------- | ---------------- |
| Patricio Calero | Lätt flugvikt | Kazakov (RUS) L 8-20 | Gick inte vidare     | Gick inte vidare     | Gick inte vidare     | Gick inte vidare     | Gick inte vidare |

## Friidrott
Herrar
Bana, maraton och gång
| Idrottare        | Gren              | Heat     | Heat      | Kvartsfinal | Kvartsfinal | Semifinal        | Semifinal        | Final            | Final            |
| Idrottare        | Gren              | Resultat | Placering | Resultat    | Placering   | Resultat         | Placering        | Resultat         | Placering        |
| ---------------- | ----------------- | -------- | --------- | ----------- | ----------- | ---------------- | ---------------- | ---------------- | ---------------- |
| Byron Piedra     | 800 meter         | 1:48.42  | 7         | i.u.        | i.u.        | Gick inte vidare | Gick inte vidare | Gick inte vidare | Gick inte vidare |
| Jackson Quiñónez | 110 meter häck    | 13.44 NR | 3 Q       | 13.67       | 7           | Gick inte vidare | Gick inte vidare | Gick inte vidare | Gick inte vidare |
| Silvio Guerra    | Maraton           | i.u.     | i.u.      | i.u.        | i.u.        | i.u.             | i.u.             | 2:25:29          | 61               |
| Franklin Tenorio | Maraton           | i.u.     | i.u.      | i.u.        | i.u.        | i.u.             | i.u.             | 2:31:12          | 71               |
| Xavier Moreno    | 20 kilometer gång | i.u.     | i.u.      | i.u.        | i.u.        | i.u.             | i.u.             | DSQ              | x                |
| Jefferson Pérez  | 20 kilometer gång | i.u.     | i.u.      | i.u.        | i.u.        | i.u.             | i.u.             | 1:20:38          | 4                |
| Rolando Saquipay | 20 kilometer gång | i.u.     | i.u.      | i.u.        | i.u.        | i.u.             | i.u.             | 1:24:07          | 17               |
| Jefferson Pérez  | 50 kilometer gång | i.u.     | i.u.      | i.u.        | i.u.        | i.u.             | i.u.             | 3:53:04 NR       | 12               |

Damer
Bana, maraton och gång
| Idrottare     | Gren    | Heat     | Heat      | Kvartsfinal | Kvartsfinal | Semifinal | Semifinal | Final    | Final     |
| Idrottare     | Gren    | Resultat | Placering | Resultat    | Placering   | Resultat  | Placering | Resultat | Placering |
| ------------- | ------- | -------- | --------- | ----------- | ----------- | --------- | --------- | -------- | --------- |
| Sandra Ruales | Maraton | i.u.     | i.u.      | i.u.        | i.u.        | i.u.      | i.u.      | 2:44:28  | 36        |

## Judo
Damer
| Idrottare    | Gren                     | Sextondelsfinal      | Åttondelsfinal             | Kvartsfinal           | Semifinal            | Återkval                            | Final                | Final            |
| Idrottare    | Gren                     | Motståndare Resultat | Motståndare Resultat       | Motståndare Resultat  | Motståndare Resultat | Motståndare Resultat                | Motståndare Resultat | Placering        |
| ------------ | ------------------------ | -------------------- | -------------------------- | --------------------- | -------------------- | ----------------------------------- | -------------------- | ---------------- |
| Diana Maza   | Halv mellanvikt (-63 kg) | BYE                  | Tanimoto (JPN) L 0000-1000 | Gick inte vidare      | Gick inte vidare     | Omgång 1 Dhahri (TUN) L 0000-1010   | Gick inte vidare     | Gick inte vidare |
| Carmen Chalá | Tungvikt (+78 kg)        | BYE                  | Köppen (GER) W 0010-0001   | Sun (CHN) L 0000-1000 | Gick inte vidare     | Omgång 2 Yahyaoui (TUN) L 0000-0120 | Gick inte vidare     | Gick inte vidare |

## Tennis
| Spelare          | Gren       | Omgång 1                      | Omgång 2          | Åttondelsfinaler  | Kvartsfinaler     | Semifinaler       | Final / BM        | Final / BM       |
| Spelare          | Gren       | Motståndare Poäng             | Motståndare Poäng | Motståndare Poäng | Motståndare Poäng | Motståndare Poäng | Motståndare Poäng | Placering        |
| ---------------- | ---------- | ----------------------------- | ----------------- | ----------------- | ----------------- | ----------------- | ----------------- | ---------------- |
| Nicolás Lapentti | Herrsingel | Clément (FRA) L 6–7(5–7), 2–6 | Gick inte vidare  | Gick inte vidare  | Gick inte vidare  | Gick inte vidare  | Gick inte vidare  | Gick inte vidare |